# A46-os autópálya (Németország)
Az A46-os autópálya (németül: Bundesautobahn 46) egy autópálya Németországban. Hossza 169 km.